# Реакция перегруппировки

Реакции перегруппировки

Реакция перегруппировки (молекулярная перегруппировка) — химическая реакция, в результате которой происходит изменение взаимного расположения атомов в молекуле, места кратных связей и их кратности; могут осуществляться с сохранением атомного состава молекулы (изомеризация) или с его изменением.

## Механизм реакций
Реакции перегруппировки являются одним из типов органических реакций. Существует два возможных механизма протекания этих реакций:
- свободно-радикальный, при котором под воздействием излучения или температуры происходит гомологический разрыв связей (преимущественно малополярных) с образованием частиц, содержащих неспаренные электроны. Эти частицы называются свободными радикалами.
- Ионный, при котором происходит гетеролитический разрыв связей с образованием карбкатионов и карбанионов. Атакующий реагент, взаимодействующий с субстратом, может быть двух типов:
  - нуклеофильный (отдающий электронную пару субстрату);
  - электрофильный (принимающий электронную пару у субстрата).

Карбкатионы проявляют электрофильные свойства, а карбанионы — нуклеофильные.

## Классификация реакций перегруппировок
Молекулярные перегруппировки классифицируют по следующим признакам:
- по насыщенности систем, в которых протекает перегруппировка на протекающие в ароматических системах и протекающие в алифатических системах;
- в соответствии с природой уходящей группы на анионотропные, катионотропные, прототропные, сигматропные;
- по стереоспецифичности перегруппировок на стереоспецифичные и нестереоспецифичные;
- в соответствии природой мигрирующей группы на нуклеофильные и электрофильные;
- по изменениям, происходящими в структуре исходного соединения: на реакции, сопровождающиеся изомеризацией и не сопровождающиеся изомеризацией;
- в соответствии миграцией от определенного атома к другому атому на C-C, N-C, C-N, O-C, C-O;
- по характеру взаимодействий в ходе перегруппировок на внутримолекулярные (интро-) и межмолекулярные (интер-);
- по дополнительными реакциями, протекающими в ходе перегруппировок, на реакции, сопровождающиеся побочными реакциями и проходящие без побочных реакций.

## Практическое значение
Изучение молекулярных перегруппировок имеет большое значение для установления механизмов химических реакций и осуществления направленного органического синтеза. Многие перегруппировки используются в промышленно важных процессах, таких как изомеризация углеводородов нефти для получения высокооктанового моторного топлива, превращение циклогексаноноксима в капролактам, синтезы полупродуктов и красителей.